# Óscar Avilés
Óscar Avilés, nato Óscar Guillermo Avilés Arcos, (Callao, 24 marzo 1924 – Lima, 5 aprile 2014), è stato un cantante, chitarrista, compositore e arrangiatore peruviano, che ricevette dai suoi amici e commentatori della musica creola lo pseudonimo La Primera Guitarra del Perú.

## Biografia
Nacque a El Callao, in via Zepita n. 653 (questo blocco ora prende il suo nome). Figlio di José Avilés Cáceres e la cilena Angelina Arcos Galván. Suo padre era un importante fotografo peruviano emigrato da Tarapaca durante il processo di cilenizzazione che seguì la guerra e che nei primi anni del ventesimo secolo, costrinse molti peruviani ad abbandonare la regione per sfuggire alle azioni delle leghe patriottiche cilene. Nel 1918 José Avilés Caceres, aveva pubblicato in Cile l'Álbum gráfico de Iquique: 1918, importante testimonianza storica dello splendore industriale e commerciale del porto durante il boom del commercio dei nitrati. Don José Avilés è considerato uno dei pionieri della cinematografia in Perù. Come molti altri espatriati tarapaqueños la famiglia Aviles Arcos si stabilisce prima a Arequipa, dove aveva uno studio fotografico; più tardi nel porto di Callao, dove Oscar trascorse i suoi primi anni. Aveva sei fratelli: Alberto (nato in Cile), Fernando (nato ad Arequipa e che morì da bambino), Carlos, Olga, Óscar Enrique e Irma. Quando Oscar aveva 10 anni, la sua famiglia si trasferì nel jiron Huascarán nel distretto di La Victoria.
Il suo gusto per la musica creola iniziò nell'ascoltare suo padre, che negli incontri familiari e amichevoli suonava e cantava musica peruviana. Fu la nonna materna, Carmen Galván, che gli insegnò i primi accordi di chitarra. All'inizio suo padre non voleva, ma arrivò il momento in cui si rese conto dell'abilità e delle virtù di suo figlio nel suonare lo strumento e, influenzato dai suoi amici creoli, aiutò suo figlio ad imparare la chitarra. Racconta un aneddoto che Oscar trascurò i suoi studi per suonare la chitarra e suo padre gli proibì di suonarela perché a scuola andava male. Ma era così grande l'amore che provava per lo strumento che un giorno si nascose in un armadio di sua madre per toccarla, finché non lo scoprirono che si nascondeva dietro i suoi vestiti.
Fece la scuola elementare presso il collegio salesiano di Breña. Terminò la scuola secondaria a Callao, nel Centro Educativo Francisco Bolognesi (tra il 1936 e il 1937) e nel Colegio Moderno (tra il 1938 e il 1940). Allo stesso tempo ha studiato chitarra al Conservatorio Nacional de Música con il maestro Juan Brito, tra il 1936 e il 1938, studi che in seguito proseguirono con l'insegnante Isidoro Purizaga.
Sposò Lucy Valverde de Avilés, una signora di Lima, figlia di un ricco e impeccabile uomo d'affari e suo amico, José Raymundo Valverde Allende, con il quale condivideva serate di incontri musicali al Centro musicale Felipe Pinglo Alva. Con Lucy ebbe due figli: Oscar Jr. e Lucy e ha compiuto l'8 dicembre 2013 56 anni di matrimonio. Aveva anche altri tre figli da un precedente impegno: José, Ramón e Gustavo.
Morì alle 8:55 di sabato 5 aprile 2014 nella sala di terapia intensiva al 7º piano dell'ospedale Edgardo Rebagliati, dove era stato ricoverato dal 29 novembre 2013. La veglia funebre, alla quale parteciparono diverse personalità della politica e delle arti si svolse nella Sala Nazca del Museo della Nazione, nel distretto di San Borja. Dopo un tributo al distretto di La Victoria, fu sepolto nel cimitero di Baquíjano di Callao.

## Carriera musicale
Iniziò la sua carriera musicale nel 1939 all'età di quindici anni, come cajónero del duo di fratelli La Limeñita e Ascoy. Nel 1942, con il gruppo di chitarristi Núñez, Arteaga & Avilés vinse il concorso radiofonico organizzato dal giornalista Roberto Nieves del giornale "La Noche", a seguito del quale iniziò a chiamarsi La Primera Guitarra del Perú.
Nel 1946 faceva parte dei Los Trovadores del Perú, insieme a Miguel Paz, Oswaldo Campos e Panchito Jiménez. Tra il 1947 e il 1952 si è unì al trio Los Morochucos, insieme ad Alejandro Cortéz e al suo fondatore Augusto Ego Aguirre, che dopo una pausa ritornò tra il 1962 e il 1972. Fondò anche la prima Scuola di chitarra nel 1952 in stile criollo (che ha mantenuto le sue porte aperte fino al 1967).
Formò e diresse il Gruppo Fiesta Criolla, nella sua prima fase, tra il 1957 e il 1959, insieme a Humberto Cervantes, Panchito Jiménez e Arístides Ramirez. Nel 1959 registrò un album con Alicia Maguiña, chiarendo che questo lavoro era stato concepito prima di Dialogando. Nel 1961 si separò da loro e dalla casa discografica Sono-Radio dove registravano, per lavorare come direttore artistico della compagnia Iempsa. Ha accompagnato con la sua chitarra la cantante Chabuca Granda in vari tour artistici tra il 1955 e il 1970, registrando Dialogando. Registra in Brasile la celebre raccolta "Valses Peruanos Eternos" in due volumi, accompagnato dall'Orchestra di Augusto Valderrama.
Nel 1996 lavorò con la maestra Alicia Maguiña, con la quale ha inciso i CD Juntos I y II, inserendo le canzoni di questa studiosa, così come di altri compositori di fama. Con questa unione Avilés riprese attività come visite in province e luoghi prestigiosi.
Porfirio Vásquez, famoso rappresentante della musica nera in Perù, nel 1944 lo definì dicendo: Cantarono una jarana, San Pietro disse: chi è? E il Padre Eterno gli risponde: Questo è Óscar Avilés.
Alcuni mesi prima della sua morte dirigeva il programma "El Oscar del Criollismo" su Radio Nacional del Perú.

## Accompagnamento e consulenza musicale
Dal 1958 al 1970 è stato direttore artistico dell'etichetta Iempsa. Durante questo periodo non solo produsse numerose registrazioni, ma partecipò attivamente alla loro realizzazione. Tale è il caso de Los Embajadores Criollos per i quali produsse canzoni come El Rosario de mi Madre, Lucy Smith, Vecinita, Tu Culpa e molti altri accompagnandoli come prima chitarra. Nel 1970 ha formato un duo con Arturo "Zambo" Cavero, che è stato organizzato da Augusto Polo Campos, su richiesta del governo militare del generale Velasco Alvarado. Per incarico del governo militare, Polo Campos compose valzer nazionalisti che furono resi popolari da Aviles e Cavero.
Più tardi, quando Fernando Belaunde divenne di nuovo presidente, e anche se era stato rovesciato da Velasco Alvarado, Polo Campos è stato assunto ancora una volta dal governo e compose un valzer per Belaunde, anche questo reso popolare da Cavero e Aviles. Registrò poi con molti importanti artisti creoli, tra cui Jesús Vásquez, Eloísa Angulo, Panchito Jiménez, Los Hermanos Zañartu, Los Hermanos García, Cecilia Bracamonte, Zoila Zevallos, Los Ases del Perú, Los Hermanos Catter, Alicia Maguiña, Nicomedes Santa Cruz. Ha anche registrato con il tenore peruviano Luis Alva, accompagnò i versi dell'attore Luis Alvarez e della spagnola Gabriela Ortega e artisti popolari ed internazionali come nel caso di Olga Guillot, Leo Marini e Xiomara Alfaro, tra gli altri.

## Premi e riconoscimenti
Come arrangiatore, compositore, produttore, interprete e promotore della musica creola ha vinto diversi premi e numerosi 
dischi d'oro per le sue vendite di successo.
Nel 1987 grazie all'impegno dell'allora Presidente della Repubblica, Alan García, la Organización de Estados Americanos, premiò Óscar Avilés, con Jesús Vásquez, Arturo "Zambo" Cavero, Luis Abanto Morales e Augusto Polo Campos, con il titolo di "Patrimonio Musical de América" ("Patrimonio musicale d'America").
Sempre nel 1987 il Ministero della Pubblica Istruzione gli ha conferito le "Palmas Magisteriales".
Il Comune di Callao, nel 1995, ha deciso di dare il nome di Óscar Avilés Arcos alla strada 6 del Jr. Zepita, dove nacque, e mettere una targa sulla parte esterna della casa.
La Universidad Nacional Mayor de San Marcos gli ha conferito nel 2000, il titolo di Dottore Honoris Causa, il più alto titolo di studio che assegna questa università, in onore della sua rinomata carriera musicale.
Nel 2005 il sindaco di Lima Luis Castañeda Lossio, gli assegnò la medaglia "Città di Lima", in omaggio alla sua carriera.

## Discografia
- ¡Otra vez Avilés!
- Nueva dimensión bailable
- Mi corazón: Alicia Maguiña y Óscar Avilés
- Óscar Avilés presenta…
- Así nomás
- Dialogando con Chabuca Granda
- Es decir
- Cuatro voces y un estilo: Los Zañartu y Óscar Avilés.
- Avilés y sus invitados
- Desde los Andes al Mar
- Juntos I y II: Alicia Maguiña y Óscar Avilés.

- Esta vez los García y Avilés.
- Viva el Perú…! Carajo.
- Y ahora...Avilés con Banda.
- Panchito Jiménez y Avilés en Fiesta Criolla
- Solo Avilés.
- Valses peruanos eternos I y II con Augusto Valderrama.
- En Sabor y Guapeo
- Gente morena
- Gabriela Ortega y Óscar Avilés
- Cecilia Bracamonte con Óscar Avilés
- Óscar Avilés y Víctor Cuadros

- Jesús Vázquez con la guitarra de Óscar Avilés
- Homenaje a Chabuca Granda
- Chabuca Grande de América con el Mariachi Vargas
- ¡¡¡Que tal trío!!!
- Valseando festejos
- Seguimos valseando festejos
- Los Dávalos con Óscar Avilés
- 40 años de criollismo
- ¡Son nuestros!
- Únicos
- Les traemos... El Chacombo

- Siempre juntos
- Se sobraron: Óscar Avilés y Julio Mori.
- Arturo "Zambo" Cavero y Óscar Avilés
- Sabor y más sabor: Lucila Campos.
- El Gran Pinglo también compuso.
- Un Perú en Sinfonía.
- Corazón de Tinta Roja : Dayanne Valdivia.
- Oscar Avilés con…
- Los Bronces de Lucho Neves
- Pinglo y Chabuca.
- Cofre de los recuerdos con Los Embajadores Criollos.

## Artisti correlati
- Augusto Polo Campos
- Arturo "Zambo" Cavero
- Chabuca Granda
- Los Morochucos
- Fiesta Criolla
- Pelo Madueño
- Amen
- Eva Ayllón